# Johannes Kahrs

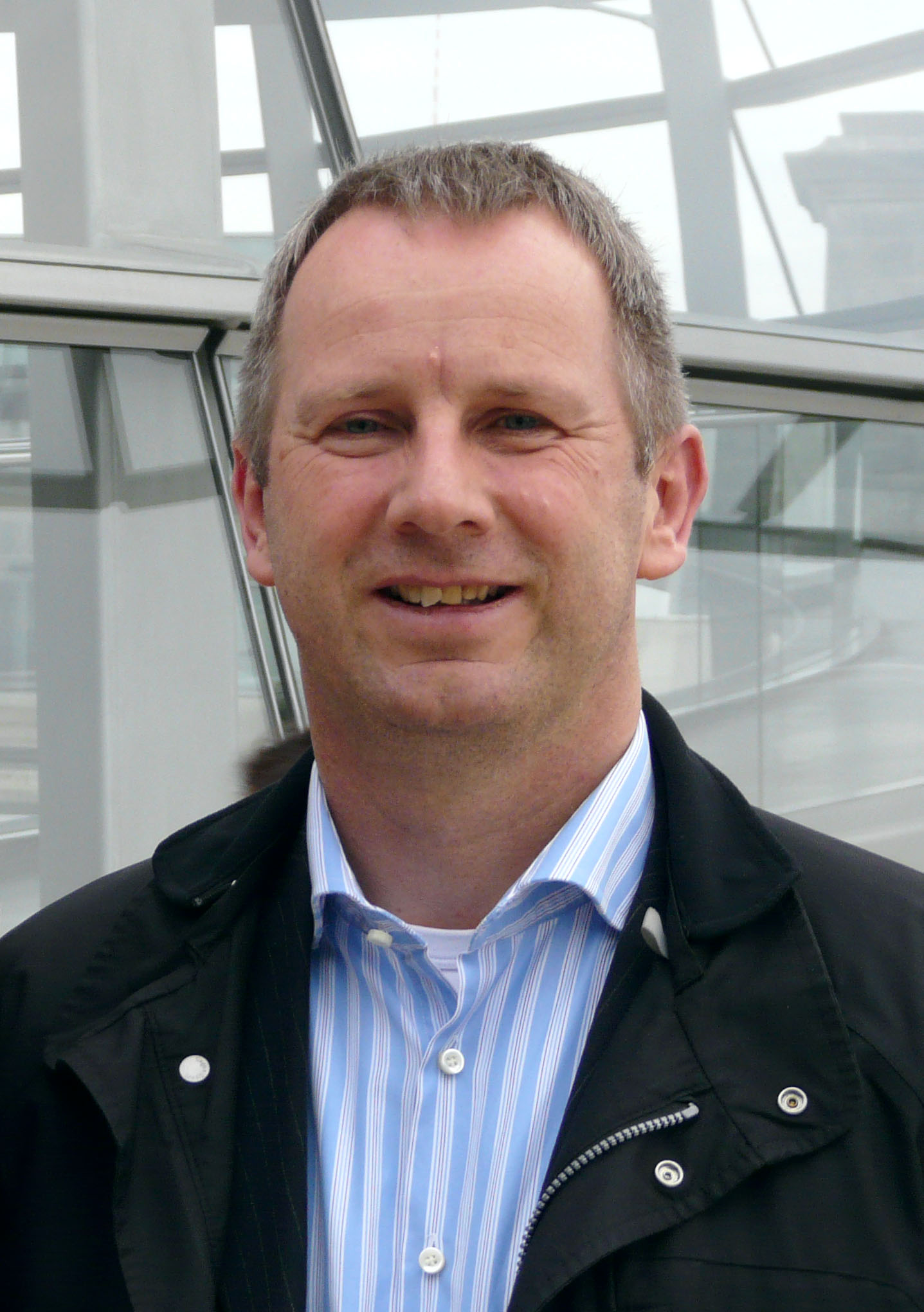
Johannes Kahrs (2008)

Johannes Kahrs (* 15. September 1963 in Bremen) ist ein Lobbyist und ehemaliger deutscher Politiker (SPD). Er war von 1998 bis 2020 direkt gewähltes Mitglied des Deutschen Bundestages für den Wahlkreis Hamburg-Mitte. Für die SPD war er Sprecher der Bundestagsfraktion im Haushaltsausschuss und Kreisvorsitzender in Hamburg-Mitte. Kahrs legte im Mai 2020 sein Bundestagsmandat nieder und gab seine politischen Ämter auf.

## Familie, Wehrdienst, Ausbildung und Beruf
Der Sohn der Bremer SPD-Politiker Wolfgang Kahrs (Rechtsanwalt, Justizsenator von 1971 bis 1987) und Bringfriede Kahrs (Bildungssenatorin von 1995 bis 1999) wuchs in Bremen-Nord auf. Schon seine Großeltern waren SPD-Mitglieder.
Nach dem Abitur in Bremen leistete Kahrs zwei Jahre Wehrdienst als Reserveoffizieranwärter bei der Panzergrenadiertruppe. Seit 2012 bekleidet er den Rang eines Oberst der Reserve der Bundeswehr. Anschließend schloss er nach neun Jahren ein Studium der Rechtswissenschaft an der Universität Hamburg mit dem ersten Staatsexamen ab. Währenddessen wurde er Mitglied der Studentenverbindung Hamburger Wingolf und war von 1989 bis 1991 Bundessprecher des Wingolfsbundes. Als solcher leitete er das erste Wartburgfest des Wingolfsbundes in Eisenach seit dem Zweiten Weltkrieg. Nach seinem Studium trat er in das kommunale Wohnungsbauunternehmen SAGA ein, in dem er zuletzt als Stabsstellenleiter tätig war.
Kahrs machte seine Homosexualität öffentlich, als er in den Bundestag gewählt wurde. Am 28. September 2018 heiratete er seinen langjährigen Lebenspartner Christoph Rohde. Als ein Trauzeuge fungierte der Parteifreund und Bezirksamtsleiter Hamburg-Mitte Falko Droßmann. Er ist evangelisch-lutherischer Konfession.

## Politik

### Partei
Kahrs gibt an, kurz nach dem konstruktiven Misstrauensvotum 1982 in die SPD eingetreten zu sein. Er engagierte sich zunächst bei den Jungsozialisten, deren Hamburger Landesvorstand er zwei Jahre lang angehörte. Er zählte bereits damals zum rechten Parteiflügel und war mehrfach in Auseinandersetzungen mit Vertretern der Parteilinken verwickelt.
Seit 2002 ist Kahrs Vorsitzender des SPD-Kreisverbandes Hamburg-Mitte. Dadurch ist er auch Mitglied im Vorstand der SPD Hamburg. 2007 setzte er sich in einer Nachwahl durch; 2014 wurde er auf dem Landesparteitag mit 65,6 % der Delegiertenstimmen als Kreisvertreter Hamburg-Mitte wiedergewählt.
Seit 2004 war Kahrs einer der drei Sprecher des Seeheimer Kreises, der den rechten Flügel in der SPD repräsentiert. Bei der Auseinandersetzung um die Nachfolge Klaus Uwe Benneters als Generalsekretär der SPD setzte sich Kahrs 2005 für Karl-Josef Wasserhövel ein. Diesen hatte der Parteivorsitzende Franz Müntefering mit Unterstützung des rechten Flügels vorgeschlagen. Der Parteivorstand stellte sich mehrheitlich gegen Müntefering und schlug Andrea Nahles, die zur SPD-Linken gezählt wird, als neue Generalsekretärin vor. Müntefering trat daraufhin zurück. Kahrs bedauerte dies und warf Niels Annen vor, im Parteivorstand gemeinsam mit anderen Parteilinken „Müntefering wissentlich und kalkuliert den Dolch in den Rücken gerammt“ zu haben, eine Formulierung, die auch in Teilen der SPD-Rechten kritisiert wurde.
Der Konflikt zwischen Kahrs und Annen ging 2008 bei der Aufstellung des Direktkandidaten im Bundestagswahlkreis Eimsbüttel für die Bundestagswahl 2009 weiter. Parteiintern setzte sich im November 2008 statt des bisherigen Mandatsträgers Annen der Eimsbütteler Juso-Vorsitzende Danial Ilkhanipour durch. Kahrs wurde auch von Teilen der Hamburger SPD vorgeworfen, er habe mit Hilfe der für ihn arbeitenden Jusos verdeckt eine Mehrheit gegen Annen organisiert und damit dessen Wiederwahl vereitelt. Öffentlich forderten daraufhin die damalige stellvertretende Bundesvorsitzende der Partei, Andrea Nahles, und der frühere Juso-Vorsitzende Björn Böhning Kahrs’ Rückzug als Sprecher des Seeheimer Kreises.
Umstritten ist auch Kahrs’ Rolle als Vorsitzender des SPD-Kreisverbands Hamburg-Mitte. Laut Presseberichten hat er ein System persönlicher Abhängigkeiten geschaffen, das auf ihn als Spitze ausgerichtet sei und Mehrheiten gegen unliebsame Amts- und Mandatsträger organisiere. Er sichere sich Loyalität durch oft nicht eingelöste Versprechen von Posten. Dieses „System Kahrs“ ist als „sektenartig“ bezeichnet worden; der linke SPD-Bundestagsabgeordnete Ernst Dieter Rossmann warf Kahrs „Burschenschafterverhalten“ vor, das mit „gute[m] Stil in einer Partei“ breche. Kahrs selbst bestritt unlautere Einflussnahmen; er sei ein durchsetzungsfähiger, „hervorragender Kreisvorsitzender“. Sein Einfluss reichte bis in lokale Entscheidungsprozesse wie die Besetzung von Senatorenposten oder Gebäudenutzungen.

### Abgeordneter

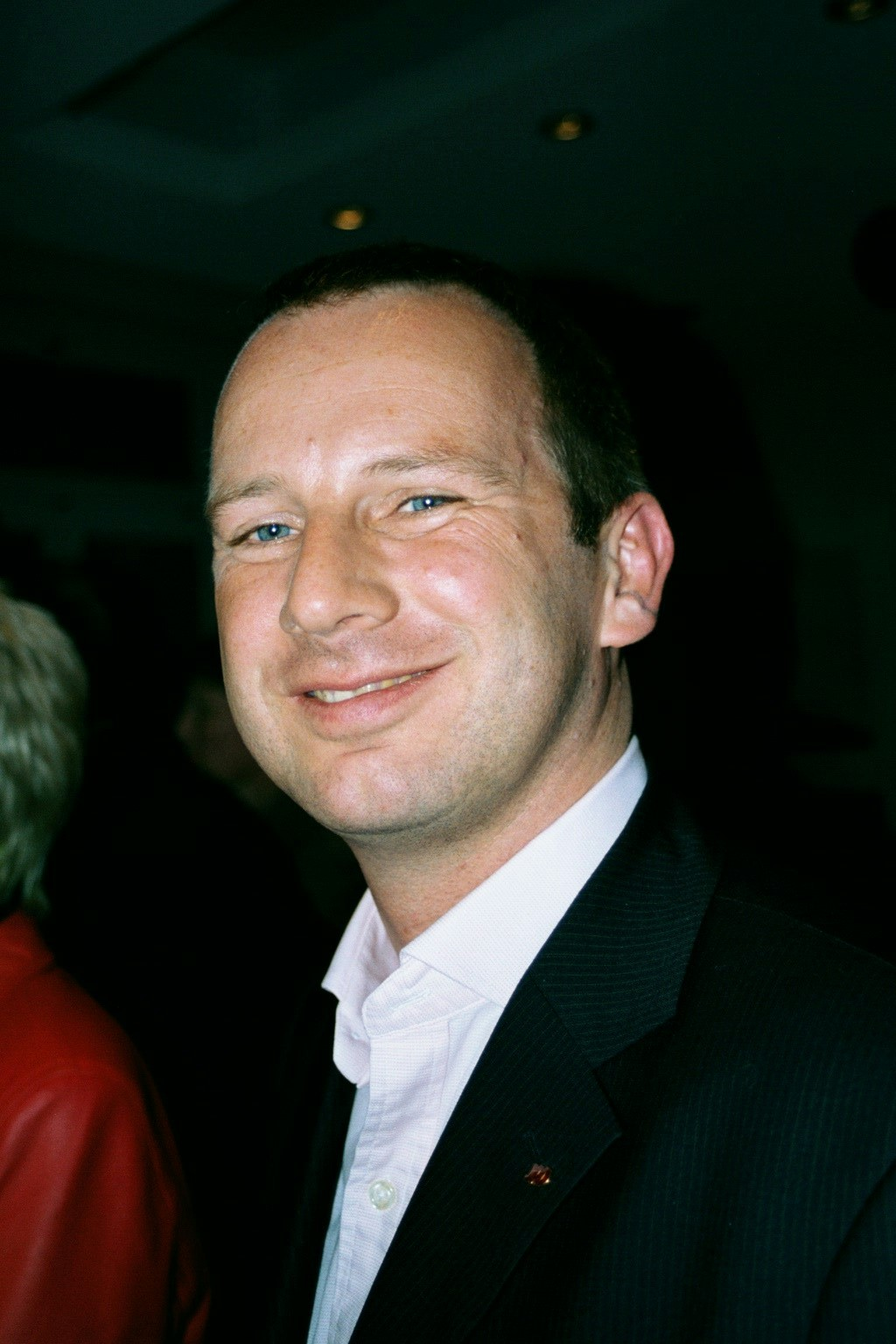
Kahrs bei einer Wahlparty nach der Hamburger Bürgerschaftswahl 2001

Von 1993 bis 1998 gehörte Kahrs der Bezirksversammlung Hamburg-Mitte an, in der er ab 1994 Vorsitzender des Jugendhilfeausschusses war. Er blieb das auf Vorschlag der SPD-Fraktion auch nach seinem Ausscheiden aus der Bezirksversammlung, bis zu seinem Rücktritt am 10. Februar 2012 wegen der Chantal-Schreiber-Affäre.
Von 1998 bis 2020 war Kahrs Mitglied des Deutschen Bundestages als direkt gewählter Abgeordneter für den Wahlkreis Hamburg-Mitte. 2005 erreichte er hier 49,5, 2009 34,6, 2013 39,2 und 2017 30,9 Prozent der abgegebenen Erststimmen.
Im Bundestag war Kahrs Mitglied im Ältestenrat, im Haushaltsausschuss, im Rechnungsprüfungsausschuss und in der Enquete-Kommission Internet und digitale Gesellschaft. Er war stellvertretendes Mitglied im Verteidigungsausschuss, im Unterausschuss Neue Medien sowie im Verkehrsausschuss.
Seit 2009 war er im Haushaltsausschuss zuständig für die Haushalte des Bundestages und des Bundesministeriums für Verkehr, Bau und Stadtentwicklung. Im Dezember 2011 übernahm Kahrs den Vorsitz der deutsch-türkischen Parlamentariergruppe des 17. Bundestages, war im 18. Bundestag stellvertretendes Mitglied der deutsch-südkaukasischen Gruppe und war im 19. Bundestag von Mai 2018 bis 2020 deren Vorsitzender. Er war seit 2008 Beauftragter für die Belange von Lesben und Schwulen in der SPD-Bundestagsfraktion.
Kahrs lenkte als Ausschussmitglied immer wieder Sondermittel des Bundeshaushalts nach Hamburg. In seiner Fraktion erwarb er sich mit dieser Durchsetzungsfähigkeit zunehmend Ansehen; der „Haudegen“ sei „ein einflussreicher Berliner Politiker mit besten Kontakten“ geworden, so das Hamburger Abendblatt. Für die Bundestagswahl 2017 kandidierte er erstmals für einen Listenplatz der Hamburger SPD, was der linke Parteiflügel kritisierte. Er wurde im Dezember 2016 mit 69 % der Stimmen hinter Aydan Özoğuz auf Platz 2 der Landesliste gewählt. Nach der Bundestagswahl 2017 kritisierte er öffentlich die frühe Festlegung der Parteispitze auf Andrea Nahles als Vorsitzende der SPD-Bundestagsfraktion und setzte durch, dass nicht Hubertus Heil, sondern Carsten Schneider – einer seiner Co-Sprecher im Seeheimer Kreis – Erster Parlamentarischer Geschäftsführer wurde.
Nachdem Kahrs mit seiner Bewerbung um das Amt des Wehrbeauftragten des Deutschen Bundestages in der SPD-Fraktion gescheitert war, gab er nach 21 Jahren als Abgeordneter mit sofortiger Wirkung sein Bundestagsmandat zurück und legte sämtliche politischen Ämter nieder.
Kahrs absolvierte jährlich etwa 200 Hausbesuche und lud im Rahmen des Bundestags-Besuchsprogramms jedes Jahr Tausende Hamburger nach Berlin ein. In sozialen Medien war er täglich aktiv; bei Facebook hatte er im Dezember 2016 5.000, bei Twitter knapp 10.000 Follower. Vor der Bundestagswahl 2017 war Kahrs der am häufigsten twitternde Bundestagskandidat und erklärte in einem Gespräch mit dem Tagesspiegel, in den vergangenen beiden Jahren habe sich der Ton durch Hasskommentare in den sozialen Netzwerken stark verschärft. Seinen Twitter-Account löschte Kahrs nach seinem Rücktritt 2020.

### Nach dem Ausscheiden aus dem Bundestag
Nach dem Ausscheiden aus dem Bundestag gründete Kahrs die Duckdalben Consulting. Diese Beratungsfirma arbeitet der EUTOP Europe GmbH zu, die mit Hilfe ehemaliger Politiker Lobbyismus betreibt.

## Politische Positionen
Als „Chefhaushälter“ der SPD-Bundestagsfraktion setzte sich Kahrs für fiskalpolitische Strenge und gegen die Aufnahme neuer Schulden ein. Er trat dafür ein, die deutschen Einkommenssteuersätze in Zukunft periodisch je nach Entwicklung der Preissteigerung zu senken, um die sogenannte kalte Progression dauerhaft zu vermeiden. In der griechischen Staatsschulden- und Eurokrise stützte er 2015 eine harte Haltung gegenüber den griechischen Regierungen (Austerität). Gegenüber der SYRIZA-Regierung mahnte er Anfang 2015 zum Abwarten, erklärte aber im Juni 2015, der griechische Ministerpräsident Alexis Tsipras habe sich „verzockt“ und sei seiner historischen Aufgabe nicht gerecht geworden, sein Finanzminister Yanis Varoufakis sei ein „politischer Irrläufer ersten Ranges“ und ein Grexit kaum zu vermeiden.
Kahrs machte sich jahrelang für eine völlige gesetzliche Gleichstellung der homosexuellen Partnerschaft mit der Ehe stark. Bei der Bundestagsdebatte zur Einführung der gleichgeschlechtlichen Ehe am 30. Juni 2017 richtete er sich sarkastisch an die Bundeskanzlerin: „Frau Merkel, vielen Dank für nichts!“
Er setzt sich für eine Mitgliedschaft der Türkei in der Europäischen Union ein. Mit der Begründung „Die EU ist kein Christenclub, sondern eine Wertegemeinschaft“ macht er sich für einen Dialog mit Ankara stark und wirft Bundeskanzlerin Angela Merkel vor, sie habe einen „faktischen Abbruch der EU-Beitrittsgespräche“ betrieben.
In der Flüchtlingskrise in Deutschland 2015 forderte er größere Anstrengungen der Flüchtlinge und der deutschen Verwaltung und nannte Deutschland ein „im Kern christliches Land“; zudem kritisierte er die Rolle von Angela Merkel, die in dieser schwierigen Lage „alles im [U]ngewissen“ lasse.
Kahrs sprach sich gegen eine Wahl von Andrea Ypsilanti mit Stimmen der Linken in Hessen und gegen eine mögliche rot-rot-grüne Koalition auf Bundesebene aus. Im Oktober 2015 sagte er, er halte eine „vertrauensvolle Zusammenarbeit“ mit der neuen Vorsitzenden der Linken-Bundestagsfraktion Sahra Wagenknecht nicht für möglich und sehe die Partei gespalten in „Pragmatiker“ und „Irrationale“.
Immer wieder hat sich Kahrs für einen Komplettumzug der Bundesregierung nach Berlin ausgesprochen (siehe Berlin/Bonn-Gesetz), um effizientes Regieren zu ermöglichen.
Kahrs setzte sich für die Bewerbung Hamburgs als Austragungsort der Olympischen Sommerspiele 2024 ein und hatte im Bundestags-Haushaltsausschuss 2015 eine Vorfinanzierung in Höhe von 30 Millionen Euro durch den Bund durchgesetzt, da er die Bewerbung als „nationale Aufgabe“ verstand. Zudem setzte sich Kahrs für Belange von Interessengruppen ein, die in seinem Wahlkreis eine große Rolle spielen, wie etwa der Deutschen Zoll- und Finanzgewerkschaft.

## Kontroversen

### Gerichtsverfahren wegen telefonischer Belästigung
1992 stand Kahrs seiner innerparteilichen Konkurrentin Silke Dose (Mitglied im Hamburger Juso-Vorstand) vor Gericht gegenüber. Dose hatte Anzeige erstattet, weil sie durch anonyme nächtliche Telefonanrufe belästigt worden sei. Bei diesen Telefonaten hatte ihren Angaben zufolge ein Anrufer teils aufgelegt, teils längere Zeit geschwiegen und teils gedroht („Ich krieg’ dich, du Schlampe“). Bei einer danach beantragten Fangschaltung wurden zwei nächtliche Anrufe von Kahrs registriert. Kahrs gab an, Dose nur diese beiden Male angerufen zu haben, die angebliche Drohung stamme daher nicht von ihm. Wegen der bevorstehenden „Juso-Wahl in Hamm“ habe er „ein Interesse“ gehabt, Doses „tatsächlichen Wohnort“ zu erfahren. Das Strafverfahren gegen Kahrs, in dem ihn Ole von Beust vertrat, endete damit, dass Kahrs um Entschuldigung bat, die Gerichtskosten übernahm und 800 DM zahlte. Nach dem Prozess forderten ihn im August 1992 über 50 Hamburger Sozialdemokraten um die zum linken Flügel gehörenden Jörg Kuhbier, Angelika Mertens und Hans-Günter Mertens zum Rücktritt von seinen politischen Ämtern auf.

### Spenden der Rüstungsindustrie
Im Bundestagswahlkampf 2005 flossen laut der Frankfurter Rundschau insgesamt mehr als 60.000 Euro Parteispenden aus der Rüstungsindustrie an Kahrs’ SPD-Kreisverband Hamburg-Mitte, darunter Spenden unter der Veröffentlichungsgrenze von 10.000 Euro der Rüstungskonzerne Rheinmetall und Krauss-Maffei Wegmann, was unter anderen Transparency International kritisierte. Nach der Bundestagswahl 2005 gelangte Kahrs in den Haushaltsausschuss und wurde SPD-Berichterstatter für den Verteidigungsetat. In der Folge wurde der Projektansatz für den Schützenpanzer Puma, unter anderem hergestellt von den spendenden Rüstungsunternehmen, von zwei auf drei Milliarden Euro erhöht. Im Dezember 2009 berichtete Der Spiegel, Kahrs habe als Mitglied des Haushaltsausschusses „großes Interesse“ gezeigt, „die ‚Eagle IV‘-Entscheidung zu verzögern“, und stellte einen Zusammenhang mit den Spenden der deutschen Panzerbauer an Kahrs’ Kreisverband her. Beim Eagle IV handelt es sich um ein gepanzertes Militärfahrzeug eines Schweizer Herstellers, das zu beschaffen erwogen wurde, da kein gleichwertiges Fahrzeug eines deutschen Rüstungsunternehmens ohne Verzögerung zur Verfügung stand. Kahrs war der einzige SPD-Politiker, der am 8. Juli 2011 gegen den Antrag Keine Genehmigung zur Lieferung von Kriegswaffen an Saudi-Arabien stimmte.
Malte Lühmann von der Informationsstelle Militarisierung sieht Kahrs in Rüstungsfragen in einem „offensichtlichen Interessenkonflikt“, der bis in die eigene Bundestagsfraktion hinein für Kritik sorge.

### Nichtberücksichtigung als Wehrbeauftragter und Rücktritt von allen Ämtern
2020 bekundete Kahrs Ambitionen, Wehrbeauftragter des Deutschen Bundestages und damit Nachfolger von Hans-Peter Bartels (SPD) zu werden. Die SPD-Fraktionsspitze schlug jedoch statt Kahrs die Abgeordnete Eva Högl als Nachfolgerin vor. Kurz darauf trat Kahrs am 5. Mai 2020 von seinem Bundestagsmandat und allen politischen Ämtern zurück. Für ihn rückte Dorothee Martin nach.

### Spenden der Warburg-Bank
Der NDR berichtete im Februar 2020 über Tagebucheinträge des Bankiers Christian Olearius, wonach sich Kahrs nach einem Gespräch mit Olearius im Dezember 2017 „in Berlin einen Durchblick“ über Steuer-Rückforderungen wegen Cum-Ex-Geschäften gegen die M.M.Warburg & CO habe verschaffen wollen. Nachdem Kahrs erst bestritten hatte, ein solches Gespräch mit Olearius geführt zu haben, räumte er später ein, dass es doch stattgefunden habe. Dabei sei auch über Spenden an die Hamburger SPD gesprochen worden. Das Hamburger Abendblatt berichtete, dass der von Kahrs geführte SPD-Kreisverband Hamburg-Mitte 2020 von der Warburg-Bank Spenden in Höhe von 38.000 Euro erhalten habe. Die finanzielle Zuwendung sei erfolgt, nachdem die Bank mit der hanseatischen Finanzbehörde eine Übereinkunft erzielt hatte, die vorsah, dass die im Jahr 2016 zu Unrecht bewilligten Steuererstattungen in Höhe von 47 Millionen Euro nicht zurückzufordern bzw. zurückzuerstatten seien. Kahrs setzte sich im Gegenzug bei der BaFin, im Bundesfinanzministerium und auch bei Bundesfinanzminister und Vizekanzler Olaf Scholz (SPD) für die Bank ein.
Im September 2021 erwirkte die Staatsanwaltschaft Köln einen Durchsuchungsbefehl gegen Kahrs wegen des Anfangsverdachts der Begünstigung zur Steuerhinterziehung. Die Durchsuchung wurde dann am 28. September 2021 vollzogen. Anfang August 2022 wurde bekannt, dass in einem Bankschließfach von Kahrs über 210.000 Euro in bar gefunden worden waren. Medien spekulierten, er könne das Geld als Gegenleistung von der Warburg-Bank erhalten haben. Linke und CDU forderten Aufklärung und zogen auch eine Verbindung zu Bundeskanzler Olaf Scholz. Dieser ließ einen Regierungssprecher erklären, keine Kenntnis von der Bargeldsumme gehabt zu haben.
Anfang Dezember 2024 wurde das Verfahren gegen Kahrs in der Cum-Ex-Affäre ohne Auflagen "mangels hinreichenden Tatverdachts" eingestellt.

## Weitere Mitgliedschaften
Kahrs ist Vorsitzender der Kurt-Schumacher-Gesellschaft und war bis 2020 Vorsitzender der Helfervereinigung des Technischen Hilfswerks in Hamburg. Von 2010 bis 2021 war er Bundesvorsitzender des Reichsbanners Schwarz-Rot-Gold, dessen Ehrenvorsitzender er seit 2021 ist. Kahrs gehört zudem der Arbeiterwohlfahrt an, der Deutschen Hilfsgemeinschaft, dem SC Hamm 02, der Pfadfinderschaft Nordmark, dem Verband der Reservisten der Deutschen Bundeswehr, dem FC St. Pauli, dem SC Vorwärts-Wacker 04, dem Bürgerverein zu St. Georg von 1880, der Deutschen Atlantischen Gesellschaft (als Schatzmeister), der Deutsch-Israelischen Gesellschaft, der Europa-Union Parlamentariergruppe Deutscher Bundestag, der Rechtshilfe Polizei e. V., dem Deutschen Nationalkomitee für Denkmalschutz, der Gewerkschaft ver.di, der nichtschlagenden christlichen Studentenverbindung Hamburger Wingolf, dem Lassalle-Kreis und als stellvertretender Vorsitzender der Fröbel-Gruppe. Im Februar 2002 wurde Kahrs zum Ehrenmitglied der Jungen Europäischen Föderalisten Hamburg gewählt. Als Beiratsmitglied von Jugend gegen AIDS unterstützt Johannes Kahrs eine von Jugendlichen initiierte und geführte Initiative für Aufklärungs- und Präventionsarbeit.
Kahrs gehört dem Präsidium des Förderkreises Deutsches Heer an, was er dem Bundestag bis 2009 nicht gemeldet hatte. Er gehört ebenfalls dem Präsidium der Deutschen Gesellschaft für Wehrtechnik an. Des Weiteren ist er im Kuratorium des Deutsch-Aserbaidschanischen Forums.

## Ehrungen und Auszeichnungen
- Verdienstorden Pro Merito Melitensi Kahrs erhielt 2010 das Kommandeurkreuz des Verdienstordens Pro Merito Melitensi des Malteserordens für seine Unterstützung der Hilfsdienste des Malteserordens[79]

2016 wurde er Großoffizier des Ordens (zusammen mit Enno Bernzen)
- 2010 wurde er mit dem Bundesverdienstkreuz am Bande des Verdienstordens der Bundesrepublik Deutschland ausgezeichnet; die Verleihung war umstritten.[81]
- 2015 wurde Kahrs zum Ehrenkapitän des Hamburger Museumsschiffes Rickmer Rickmers ernannt.[82]
- seit 2021 Ehrenmitglied und Ehrenpräsident des Reichsbanners Schwarz-Rot-Gold[83]

## Veröffentlichungen
- Hrsg. (mit Sandra Viehbeck): In der Mitte der Partei. Gründung, Geschichte und Wirken des Seeheimer Kreises. Seeheimer e. V., Berlin 2005, ISBN 3-00-016396-4. (PDF).
- Die Notwendigkeit einer gezielten Einwanderungspolitik. In: Garrelt Duin, Petra Ernstberger, Johannes Kahrs (Hrsg.): Mittendrin: Zukunftsentwürfe für eine älter werdende Gesellschaft. Rotation, Berlin 2011, S. 51–58.